# Ligando (bioquímica)

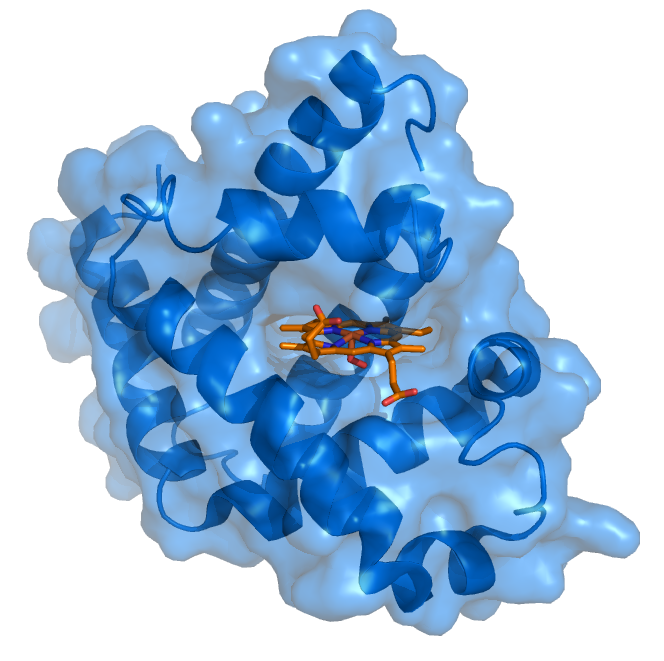
Mioglobina (azul) con el grupo hemo donde se une el ligante oxígeno. Basado en

Un ligando o ligante (del Latín ligandum, ligando) es una sustancia (usualmente una molécula pequeña) que forma un complejo con una biomolécula. En un sentido más estricto, es una molécula que envía una señal al unirse al centro activo de una proteína.
En enzimas o proteínas no enzimáticas, especialmente de proteínas reguladoras o transportadoras, se denomina ligante a aquella molécula que se une al centro activo de la proteína para que ésta pueda realizar su función (transportar, o inhibir una reacción metabólica).
Por ejemplo, el ligante de la hemoglobina es el oxígeno, ya que es la molécula que se une al centro activo de la proteína para que ésta pueda transportarlo.
La unión ligante–proteína provoca un cambio conformacional en la proteína, muy importante para determinar la afinidad de una proteína con un sustrato.